# Vlaamse Televisie Sterren 2015
De Vlaamse Televisie Sterren 2015 is de achtste editie van de Vlaamse Televisie Sterren waar de Vlaamse Televisie Academie verscheidene programma's en tv-figuren bekroont. Het evenement vond plaats op 18 april 2015 in het Plopsa Theater in De Panne. Anders dan voorgaande edities, werd deze niet uitgezonden op televisie. 
Vooraf waren de programma's Tegen de Sterren Op, Biker Boys en Safety First het meest genomineerd. Het was echter enkel de serie Marsman die met meer dan 1 award naar huis ging.
In totaal werden er 13 Televisie Sterren uitgereikt.
Er werd tijdens de ceremonie ook hulde gebracht aan de in 2014 of begin 2015 overleden Bob Stijnen, Jane Peter, Jos Ghysen, Vera Veroft, Anni Anderson, Louis Contryn, Roland Verhavert, Oswald Versyp, Luc De Vos, Lo Vermeulen, Marc Leemans, Emiel Goelen, Bob De Richter en anderen. Karen Damen begeleidde de ode door een ingetogen lied te zingen.

## Winnaars
| Categorie                                           | Winnaar                                                                     | Genomineerden                                                                      | Uitgereikt door                  |
| --------------------------------------------------- | --------------------------------------------------------------------------- | ---------------------------------------------------------------------------------- | -------------------------------- |
| Populairste Televisieprogramma                      | Thuis (Eén)                                                                 | De Biker Boys (Eén)                                                                | Geert Bourgeois                  |
| Populairste Televisieprogramma                      | Thuis (Eén)                                                                 | De Ideale Wereld (VIER)                                                            | Geert Bourgeois                  |
| Populairste Televisieprogramma                      | Thuis (Eén)                                                                 | Safety First (VTM)                                                                 | Geert Bourgeois                  |
| Beste Acteur                                        | Matteo Simoni (Amateurs, Safety First)                                      | Ben Segers (De Biker Boys, De zonen van Van As, Loslopend wild, Safety First)      | Harry Schurmans en Olga Zelenko  |
| Beste Acteur                                        | Matteo Simoni (Amateurs, Safety First)                                      | Guga Baúl (Tegen de Sterren Op)                                                    | Harry Schurmans en Olga Zelenko  |
| Beste Acteur                                        | Matteo Simoni (Amateurs, Safety First)                                      | Jonas Van Geel (Amateurs, De Biker Boys, De zonen van Van As, Tegen de Sterren Op) | Harry Schurmans en Olga Zelenko  |
| Beste Actrice                                       | Barbara Sarafian (Achter de feiten, In Vlaamse velden, Tegen de Sterren Op) | Ruth Beeckmans (Amateurs, Safety First, Vriendinnen)                               | Jonas Van Geel                   |
| Beste Actrice                                       | Barbara Sarafian (Achter de feiten, In Vlaamse velden, Tegen de Sterren Op) | Clara Cleymans (De Ridder, Tegen de Sterren Op)                                    | Jonas Van Geel                   |
| Beste Actrice                                       | Barbara Sarafian (Achter de feiten, In Vlaamse velden, Tegen de Sterren Op) | Ella Leyers (Amateurs, Tegen de Sterren Op)                                        | Jonas Van Geel                   |
| Beste Presentator                                   | Thomas Vanderveken (Alleen Elvis blijft bestaan, Canvas)                    | Erik Van Looy (De Slimste Mens ter Wereld, VIER)                                   | Birgit Van Mol                   |
| Beste Presentator                                   | Thomas Vanderveken (Alleen Elvis blijft bestaan, Canvas)                    | Jonas Van Geel (Lang Leve..., Zijn er nog kroketten?, VTM)                         | Birgit Van Mol                   |
| Beste Presentator                                   | Thomas Vanderveken (Alleen Elvis blijft bestaan, Canvas)                    | Otto-Jan Ham (De Ideale Wereld, VIER)                                              | Birgit Van Mol                   |
| Beste Presentatrice                                 | Nathalie Meskens (Beste Kijkers, Reclame AUB, VTM)                          | Kathleen Cools (Reyers Laat, Canvas)                                               | Walter Baele en Willy Naessens   |
| Beste Presentatrice                                 | Nathalie Meskens (Beste Kijkers, Reclame AUB, VTM)                          | Martine Tanghe (Het Journaal, Eén)                                                 | Walter Baele en Willy Naessens   |
| Beste Presentatrice                                 | Nathalie Meskens (Beste Kijkers, Reclame AUB, VTM)                          | Sofie Lemaire (Bloot en Speren, VIER)                                              | Walter Baele en Willy Naessens   |
| Beste Drama                                         | Marsman (Eén)                                                               | Amateurs (VTM)                                                                     | Thomas Vanderveken               |
| Beste Drama                                         | Marsman (Eén)                                                               | Cordon (VTM)                                                                       | Thomas Vanderveken               |
| Beste Drama                                         | Marsman (Eén)                                                               | Vermist (VIER)                                                                     | Thomas Vanderveken               |
| Beste Humor & Comedyprogramma                       | De Ideale Wereld (VIER)                                                     | De Biker Boys (Eén)                                                                | Paul Jambers en Luk Alloo        |
| Beste Humor & Comedyprogramma                       | De Ideale Wereld (VIER)                                                     | Safety First (VTM)                                                                 | Paul Jambers en Luk Alloo        |
| Beste Humor & Comedyprogramma                       | De Ideale Wereld (VIER)                                                     | Tegen de Sterren Op (VTM)                                                          | Paul Jambers en Luk Alloo        |
| Beste Entertainmentprogramma                        | Wauters vs. Waes (Eén en VTM)                                               | Alleen Elvis blijft bestaan (Canvas)                                               | Steven Van Herreweghe            |
| Beste Entertainmentprogramma                        | Wauters vs. Waes (Eén en VTM)                                               | De Slimste Mens ter Wereld (VIER)                                                  | Steven Van Herreweghe            |
| Beste Entertainmentprogramma                        | Wauters vs. Waes (Eén en VTM)                                               | Het Lichaam van Coppens (VTM)                                                      | Steven Van Herreweghe            |
| Beste Reportage, Documentaire & Informatieprogramma | De Rechtbank (VIER)                                                         | De Kroongetuigen (VTM)                                                             | Jelle De Beule en Sven De Leijer |
| Beste Reportage, Documentaire & Informatieprogramma | De Rechtbank (VIER)                                                         | De Recherche (VIER)                                                                | Jelle De Beule en Sven De Leijer |
| Beste Reportage, Documentaire & Informatieprogramma | De Rechtbank (VIER)                                                         | VTM Nieuws (VTM)                                                                   | Jelle De Beule en Sven De Leijer |
| Beste Regie non-fictie                              | Goed Volk (Eén)                                                             | Belpop (Canvas)                                                                    | Goedele Liekens                  |
| Beste Regie non-fictie                              | Goed Volk (Eén)                                                             | Heylen en de Herkomst (VIER)                                                       | Goedele Liekens                  |
| Beste Regie non-fictie                              | Goed Volk (Eén)                                                             | Weg van België (Canvas)                                                            | Goedele Liekens                  |
| Beste Scenario fictie                               | Marsman (Eén)                                                               | Cordon (VTM)                                                                       | Gert Verhulst                    |
| Beste Scenario fictie                               | Marsman (Eén)                                                               | De Biker Boys (Eén)                                                                | Gert Verhulst                    |
| Beste Scenario fictie                               | Marsman (Eén)                                                               | In Vlaamse velden (Eén)                                                            | Gert Verhulst                    |
| Rijzende ster                                       | Ruben Van Gucht                                                             | Niet van toepassing                                                                | Lynn Wesenbeek                   |
| Carrièrester                                        | Mark Uytterhoeven                                                           | Niet van toepassing                                                                | Wouter Vandenhaute               |

## Meeste prijzen en nominaties
| Aantal nominaties | Genomineerde        | Aantal awards |
| ----------------- | ------------------- | ------------- |
| 6                 | Tegen de Sterren op | 1             |
| 5                 | De Biker Boys       |               |
| 5                 | Safety First        | 1             |
| 3                 | De Ideale Wereld    | 1             |
| 2                 | Jonas Van Geel      |               |
| 2                 | Thomas Vanderveken  | 1             |
| 2                 | Marsman             | 2             |
| 2                 | Erik Van Looy       |               |
| 2                 | Cordon              |               |